# 伊万·鲍久尔
伊万·伊万诺维奇·鲍久尔（俄語：Иван Иванович Бодюл；1918年1月3日—2013年1月27日），苏联党和国家领导人。曾任摩尔达维亚共产党（布）基希讷乌区委第一书记，摩共中央第一书记，苏联部长会议副主席等职务。

## 生平
- 1917年12月21日（格里历：1918年1月3日）出生于乌克兰赫尔松省伊丽莎白区亚历山德罗夫卡村的一个农民家庭。
- 1933年-1937年，乌克兰尼古拉耶夫斯克州沃兹涅先斯克农学院学习。
- 1937年-1938年，尼古拉耶夫斯克州沃兹涅先斯克集体农场高级农艺师。
- 1938年-1942年，莫斯科红军军事兽医学院学习。1940年加入联共（布）。
- 1942年-1946年，苏联红军服役。期间，1942年-1944年，红军近卫第59师第127炮兵团兽医处处长。1944年-1945年，近卫第10军第59师兽医处处长。1945年-1946年，第40集团军近卫第10军兽医处处长。
- 1946年-1948年，摩尔达维亚苏维埃社会主义共和国农业部部长高级助理。
- 1948年-1951年，苏联部长会议下属集体农场事务委员会驻摩尔达维亚苏维埃社会主义共和国代表处主任。
- 1951年-1952年，摩尔达维亚共产党（布）基希讷乌区委第一书记。
- 1952年-1954年，摩尔达维亚苏维埃社会主义共和国农艺师协会主任。
- 1954年-1956年，摩共沃隆托夫斯基区委第一书记。1956年，奥拉内什特区委第一书记。
- 1956年-1958年，莫斯科苏共中央高级党校学习。
- 1958年-1959年，苏共中央组织部指导员。
- 1959年4月-1961年5月，摩共中央第二书记。
- 1961年5月-1980年12月，摩共中央第一书记。1978年获哲学博士学位。
- 1980年12月-1985年5月，苏联部长会议副主席。
- 1985年6月起退休。
- 2013年1月27日于莫斯科逝世，享年95岁。

鲍久尔是苏共22-26大代表，第22-26届中央委员。第6-11届苏联最高苏维埃联盟院代表，第5-7届摩尔达维亚苏维埃社会主义共和国最高苏维埃代表。

## 为政举措
在鲍久尔任第一书记期间，摩尔达维亚的工业快速发展。机械工程，仪器制造、电子工业等高科技行业在摩尔达维亚落地。农业方面，摩尔达维亚出现了欧洲最大的果园、机械化牲畜综合设施和罐头工厂。文化方面，鲍久尔大力推进同化政策，罗马尼亚语被禁止使用。大量来自苏联其他地区的人口迁往摩尔达维亚居住，人口的民族结构发生了巨大变化。摩尔达维亚经验也成为了苏联官方的宣传样板，在其他加盟国推广。

## 荣誉
- 四次列宁勋章
- 一级卫国战争勋章
- 两次红星勋章
- 荣誉勋章
- 摩尔达维亚共和国勋章（2003年）[4]